# Matilde Díez

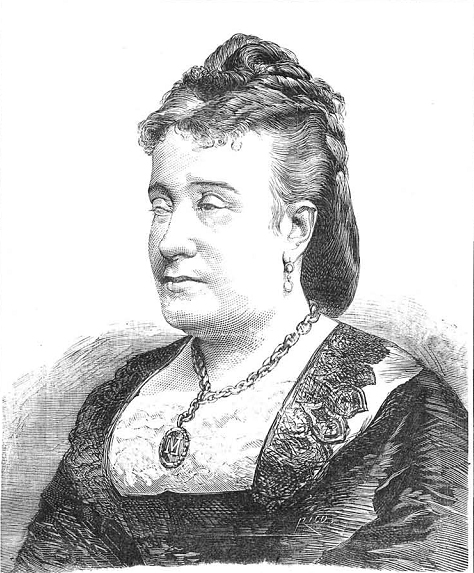
Matilde Díez, Abbildung in La Ilustración Española y Americana, 1883

Matilde Díez (* 1818 in Madrid; † 16. Januar 1883 ebenda) war eine spanische Theaterschauspielerin.

## Leben
Díez begann ihre Karriere im jungen Alter von zwölf Jahren mit dem Stück La huérfana de Bruselas, das am Teatro de Cádiz aufgeführt wurde. 1834 heuerte der Theaterimpresario Juan Grimaldi sie in Madrid an, wo sie ihren ersten Erfolg mit dem Stück Clotilde von Frédéric Soulié feierte.
Im Jahr 1836 heiratete sie den Schauspieler Julián Romea, mit dem sie im Dezember 1837 einen Sohn, Alfredo, bekam. Gemeinsam führten sie zahlreiche Stücke am Teatro Español auf, wie Gabriela de Belle-Isle oder 1838 die erste Aufführung eines Stücks von William Shakespeare in direkter Übersetzung aus dem Englischen: Macbeth am Teatro del Príncipe. Die Ehe stand jedoch unter keinem guten Stern, und die folgenden Jahre verbrachten sie getrennt.
Sie galt bereits als eine der herausragendsten spanischen Schauspielerinnen ihrer Zeit und glänzte in Dutzenden von Aufführungen, wie Catalina Howard, Los amantes de Teruel, La dama duende, Entre bobos anda el juego, Amor de madre, Borrascas del corazón, La trenza de sus cabellos oder La institutriz.
Zwischen 1853 und 1858 zog sie nach Amerika und feierte in Mexiko-Stadt und Havanna weitere Erfolge. Als sie sich 1875 von der Bühne zurückzog, erhielt sie einen Lehrauftrag für Deklamation am Real Conservatorio Superior de Música de Madrid. Zu ihrer öffentlichen Anerkennung gehörte die Ernennung zur „ersten Kammerschauspielerin“ durch Königin Isabella II.
Sie starb Anfang 1883 und wurde auf dem Cementerio de San Nicolás in Madrid beigesetzt. Als der Friedhof ein Jahr später geschlossen wurde, überführte man ihre sterblichen Überreste in ein Pantheon auf dem Sacramental de San Lorenzo y San José in Madrid, wo sie neben denen ihres Mannes liegen.